# Bahnstrecke Fürth–Würzburg
| Intercity-Express auf der Siebenbogenbrücke in Fürth |                                                      |                                                         |                                                         |
| |                                                      |                                                         |                                                         |
| Streckennummer (DB): | 5910 5209 (3. Gleis Rottendorf–Würzburg Hbf)         |                                                         |                                                         |
| Kursbuchstrecke (DB): | 805, 807, 811, 900.1                                 |                                                         |                                                         |
| Kursbuchstrecke: | 416 (1946) 418, 419 (Rottendorf – Würzburg Hbf 1946) |                                                         |                                                         |
| Streckenlänge: | 94,583 km                                            |                                                         |                                                         |
| Spurweite: | 1435 mm (Normalspur)                                 |                                                         |                                                         |
| Streckenklasse: | D4                                                   |                                                         |                                                         |
| Stromsystem: | 15 kV, 16,7 Hz ~                                     |                                                         |                                                         |
| Maximale Neigung: | 10 ‰                                                 |                                                         |                                                         |
| Minimaler Radius: | 584 m                                                |                                                         |                                                         |
| Streckengeschwindigkeit: | 200 km/h                                             |                                                         |                                                         |
| Zugbeeinflussung: | PZB LZB (Neustadt (Aisch) km 34,8–Iphofen km 62,7)   |                                                         |                                                         |
| Zweigleisigkeit: | durchgehend                                          |                                                         |                                                         |
| |                                                      |                                                         |                                                         |
| \| \| \| von Nürnberg Hbf \| \| \| \| 0,000 \| Fürth (Bay) Hbf \| 297 m \| \| \| 0,645 \| Siebenbogenbrücke über die Rednitz (172 m) \| Siebenbogenbrücke über die Rednitz (172 m) \| \| \| \| nach Bamberg \| \| \| \| \| nach Cadolzburg \| \| \| \| 2,489 \| Fürth-Unterfürberg \| Fürth-Unterfürberg \| \| \| \| Flughafenbahn Atzenhof \| \| \| \| 2,624 \| Fürth-Unterfürberg Abzw \| Fürth-Unterfürberg Abzw \| \| \| \| Hafenbahn zum Hafen Fürth \| \| \| \| 3,600 \| Main-Donau-Kanal (130 m) \| Main-Donau-Kanal (130 m) \| \| \| 4,200 \| Bundesstraße 8 \| Bundesstraße 8 \| \| \| 4,800 \| Burgfarrnbacher Viadukt über die Farrnbach (63 m) \| Burgfarrnbacher Viadukt über die Farrnbach (63 m) \| \| \| 5,577 \| Fürth-Burgfarrnbach \| 314 m \| \| \| 8,400 \| Bernbach \| Bernbach \| \| \| 9,481 \| Siegelsdorf \| 306 m \| \| \| \| nach Markt Erlbach \| \| \| \| 10,200 \| Zenn (60 m) \| Zenn (60 m) \| \| \| 13,318 \| Puschendorf \| 329 m \| \| \| 14,500 \| Kirchfembach \| Kirchfembach \| \| \| 18,666 \| Hagenbüchach Hp \| 389 m \| \| \| 18,697 \| Hagenbüchach \| 389 m \| \| \| 21,800 \| Bundesstraße 8 \| Bundesstraße 8 \| \| \| 22,480 \| Aurachtalbrücke (530 m) \| Aurachtalbrücke (530 m) \| \| \| 23,795 \| Emskirchen \| 361 m \| \| \| 31,655 \| Neustadt (Aisch) Mitte \| Neustadt (Aisch) Mitte \| \| \| \| von Demantsfürth-Uehlfeld \| \| \| \| 33,320 \| Neustadt (Aisch) Bahnhof \| 304 m \| \| \| \| nach Bad Windsheim \| \| \| \| \| Bundesstraße 470 \| \| \| \| 34,400 \| Aisch (110 m) \| Aisch (110 m) \| \| \| 41,029 \| Langenfeld (Mittelfr) (Pv bis 1992) \| Langenfeld (Mittelfr) (Pv bis 1992) \| \| \| 48,017 \| Markt Bibart \| 310 m \| \| \| 53,100 \| Üst Hellmitzheim \| Üst Hellmitzheim \| \| \| 56,300 \| Hellmitzheim (bis 1982) \| Hellmitzheim (bis 1982) \| \| \| 59,645 \| Markt Einersheim (Pv bis 1982) \| 288 m \| \| \| 62,138 \| Iphofen \| 267 m \| \| \| 65,400 \| nach Obernbreit (strategische Bahn, nie fertiggestellt) \| nach Obernbreit (strategische Bahn, nie fertiggestellt) \| \| \| 66,212 \| Mainbernheim (Pv bis 1982) \| Mainbernheim (Pv bis 1982) \| \| \| 69,100 \| Sickershausen (bis 1982) \| Sickershausen (bis 1982) \| \| \| 70,531 \| Mainbrücke Kitzingen (184 m) \| Mainbrücke Kitzingen (184 m) \| \| \| \| \| \| \| \| 71,000 \| Mainländebahn vom Hafen Kitzingen (bis 2007 demontiert)[1] \| Mainländebahn vom Hafen Kitzingen (bis 2007 demontiert)[1] \| \| \| \| \| \| \| \| 71,641 \| Kitzingen \| 205 m \| \| \| 72,200 \| Bundesstraße 8 \| Bundesstraße 8 \| \| \| 72,800 \| nach Schweinfurt Hbf \| nach Schweinfurt Hbf \| \| \| 75,390 \| Buchbrunn-Mainstockheim \| Buchbrunn-Mainstockheim \| \| \| 79,300 \| Bundesautobahn 3 \| Bundesautobahn 3 \| \| \| 80,400 \| von Dettelbach Stadt \| von Dettelbach Stadt \| \| \| 80,546 \| Dettelbach Bahnhof \| 285 m \| \| \| 84,600 \| Bundesautobahn 7 \| Bundesautobahn 7 \| \| \| 85,800 \| von Bamberg \| von Bamberg \| \| \| 86,623 \| Rottendorf \| 245 m \| \| \| \| Beginn Strecke 5209 (rechts) \| \| \| \| 87,400 \| Bundesstraße 8 \| Bundesstraße 8 \| \| \| 92,300 \| Würzburg-Heimgarten (bis 1981) \| Würzburg-Heimgarten (bis 1981) \| \| \| 94,200 \| Bundesstraße 19 \| Bundesstraße 19 \| \| \| \| \| \| \| \| 94,400 \| von Treuchtlingen \| von Treuchtlingen \| \| \| \| Würzburg Ludwigsbahnhof (bis 1864) \| \| \| \| 94,500 \| Bundesstraße 8 \| Bundesstraße 8 \| \| \| 94,583 \| Würzburg Hbf \| 181 m \| \| \| \| \| \| \| \| \| Schnellfahrstrecke nach Hannover \| \| \| \| \| nach Veitshöchheim und nach Aschaffenburg \| \| \| \| \| \| \| \| Quellen: [2] \| \| \| \| |                                                      |                                                         |                                                         |
| Strecke |                                                      | von Nürnberg Hbf                                        | von Nürnberg Hbf                                        |
| Bahnhof | 0,000                                                | Fürth (Bay) Hbf                                         | 297 m                                                   |
| Brücke über Wasserlauf | 0,645                                                | Siebenbogenbrücke über die Rednitz (172 m)              | Siebenbogenbrücke über die Rednitz (172 m)              |
| Abzweig geradeaus und nach rechts |                                                      | nach Bamberg                                            | nach Bamberg                                            |
| Abzweig geradeaus und nach links |                                                      | nach Cadolzburg                                         | nach Cadolzburg                                         |
| Haltepunkt / Haltestelle | 2,489                                                | Fürth-Unterfürberg                                      | Fürth-Unterfürberg                                      |
| Abzweig geradeaus und ehemals von rechts |                                                      | Flughafenbahn Atzenhof                                  | Flughafenbahn Atzenhof                                  |
| Blockstelle | 2,624                                                | Fürth-Unterfürberg Abzw                                 | Fürth-Unterfürberg Abzw                                 |
| Abzweig geradeaus und nach rechts |                                                      | Hafenbahn zum Hafen Fürth                               | Hafenbahn zum Hafen Fürth                               |
| Brücke über Wasserlauf | 3,600                                                | Main-Donau-Kanal (130 m)                                | Main-Donau-Kanal (130 m)                                |
| Strecke mit Straßenbrücke | 4,200                                                | Bundesstraße 8                                          | Bundesstraße 8                                          |
| Brücke über Wasserlauf | 4,800                                                | Burgfarrnbacher Viadukt über die Farrnbach (63 m)       | Burgfarrnbacher Viadukt über die Farrnbach (63 m)       |
| Bahnhof | 5,577                                                | Fürth-Burgfarrnbach                                     | 314 m                                                   |
| ehemaliger Haltepunkt / Haltestelle | 8,400                                                | Bernbach                                                | Bernbach                                                |
| Bahnhof | 9,481                                                | Siegelsdorf                                             | 306 m                                                   |
| Abzweig geradeaus und nach links |                                                      | nach Markt Erlbach                                      | nach Markt Erlbach                                      |
| Brücke über Wasserlauf | 10,200                                               | Zenn (60 m)                                             | Zenn (60 m)                                             |
| Haltepunkt / Haltestelle | 13,318                                               | Puschendorf                                             | 329 m                                                   |
| ehemaliger Haltepunkt / Haltestelle | 14,500                                               | Kirchfembach                                            | Kirchfembach                                            |
| Haltepunkt / Haltestelle | 18,666                                               | Hagenbüchach Hp                                         | 389 m                                                   |
| Überleitstelle / Spurwechsel | 18,697                                               | Hagenbüchach                                            | 389 m                                                   |
| Brücke | 21,800                                               | Bundesstraße 8                                          | Bundesstraße 8                                          |
| Brücke über Wasserlauf | 22,480                                               | Aurachtalbrücke (530 m)                                 | Aurachtalbrücke (530 m)                                 |
| Bahnhof | 23,795                                               | Emskirchen                                              | 361 m                                                   |
| Haltepunkt / Haltestelle | 31,655                                               | Neustadt (Aisch) Mitte                                  | Neustadt (Aisch) Mitte                                  |
| Abzweig geradeaus und ehemals von rechts |                                                      | von Demantsfürth-Uehlfeld                               | von Demantsfürth-Uehlfeld                               |
| Bahnhof | 33,320                                               | Neustadt (Aisch) Bahnhof                                | 304 m                                                   |
| Abzweig geradeaus und nach links |                                                      | nach Bad Windsheim                                      | nach Bad Windsheim                                      |
| Brücke |                                                      | Bundesstraße 470                                        | Bundesstraße 470                                        |
| Brücke über Wasserlauf | 34,400                                               | Aisch (110 m)                                           | Aisch (110 m)                                           |
| Dienststation / Betriebs- oder Güterbahnhof | 41,029                                               | Langenfeld (Mittelfr) (Pv bis 1992)                     | Langenfeld (Mittelfr) (Pv bis 1992)                     |
| Bahnhof | 48,017                                               | Markt Bibart                                            | 310 m                                                   |
| ehemalige Überleitstelle / Spurwechsel | 53,100                                               | Üst Hellmitzheim                                        | Üst Hellmitzheim                                        |
| ehemaliger Haltepunkt / Haltestelle | 56,300                                               | Hellmitzheim (bis 1982)                                 | Hellmitzheim (bis 1982)                                 |
| Dienststation / Betriebs- oder Güterbahnhof | 59,645                                               | Markt Einersheim (Pv bis 1982)                          | 288 m                                                   |
| Bahnhof | 62,138                                               | Iphofen                                                 | 267 m                                                   |
| Abzweig geradeaus, ehemals nach rechts und ehemals von rechts | 65,400                                               | nach Obernbreit (strategische Bahn, nie fertiggestellt) | nach Obernbreit (strategische Bahn, nie fertiggestellt) |
| Dienststation / Betriebs- oder Güterbahnhof | 66,212                                               | Mainbernheim (Pv bis 1982)                              | Mainbernheim (Pv bis 1982)                              |
| ehemaliger Haltepunkt / Haltestelle | 69,100                                               | Sickershausen (bis 1982)                                | Sickershausen (bis 1982)                                |
| Brücke über Wasserlauf | 70,531                                               | Mainbrücke Kitzingen (184 m)                            | Mainbrücke Kitzingen (184 m)                            |
| |                                                      |                                                         |                                                         |
| Abzweig geradeaus und ehemals von links | 71,000                                               | Mainländebahn vom Hafen Kitzingen (bis 2007 demontiert) | Mainländebahn vom Hafen Kitzingen (bis 2007 demontiert) |
| |                                                      |                                                         |                                                         |
| Bahnhof | 71,641                                               | Kitzingen                                               | 205 m                                                   |
| Brücke | 72,200                                               | Bundesstraße 8                                          | Bundesstraße 8                                          |
| Abzweig geradeaus und ehemals nach rechts | 72,800                                               | nach Schweinfurt Hbf                                    | nach Schweinfurt Hbf                                    |
| Haltepunkt / Haltestelle | 75,390                                               | Buchbrunn-Mainstockheim                                 | Buchbrunn-Mainstockheim                                 |
| Strecke mit Straßenbrücke | 79,300                                               | Bundesautobahn 3                                        | Bundesautobahn 3                                        |
| Abzweig geradeaus und ehemals von rechts | 80,400                                               | von Dettelbach Stadt                                    | von Dettelbach Stadt                                    |
| Bahnhof | 80,546                                               | Dettelbach Bahnhof                                      | 285 m                                                   |
| Strecke mit Straßenbrücke | 84,600                                               | Bundesautobahn 7                                        | Bundesautobahn 7                                        |
| Abzweig geradeaus und von rechts | 85,800                                               | von Bamberg                                             | von Bamberg                                             |
| Bahnhof | 86,623                                               | Rottendorf                                              | 245 m                                                   |
| Verschwenkung von links · Verschwenkung von rechts |                                                      | Beginn Strecke 5209 (rechts)                            | Beginn Strecke 5209 (rechts)                            |
| Brücke · Brücke | 87,400                                               | Bundesstraße 8                                          | Bundesstraße 8                                          |
| Strecke · ehemaliger Haltepunkt / Haltestelle | 92,300                                               | Würzburg-Heimgarten (bis 1981)                          | Würzburg-Heimgarten (bis 1981)                          |
| Strecke mit Straßenbrücke · Strecke mit Straßenbrücke | 94,200                                               | Bundesstraße 19                                         | Bundesstraße 19                                         |
| Abzweig geradeaus und von links · Abzweig ehemals geradeaus und nach rechts |                                                      |                                                         |                                                         |
| Abzweig geradeaus und von links · Kreuzung (Strecke geradeaus außer Betrieb) | 94,400                                               | von Treuchtlingen                                       | von Treuchtlingen                                       |
| Strecke · Spitzkehrbahnhof links (Strecke außer Betrieb) · Bahnhof |                                                      | Würzburg Ludwigsbahnhof (bis 1864)                      | Würzburg Ludwigsbahnhof (bis 1864)                      |
| Strecke mit Straßenbrücke | 94,500                                               | Bundesstraße 8                                          | Bundesstraße 8                                          |
| Bahnhof | 94,583                                               | Würzburg Hbf                                            | 181 m                                                   |
| Abzweig geradeaus und nach links · Strecke von rechts |                                                      |                                                         |                                                         |
| Kreuzung geradeaus unten · Abzweig geradeaus und nach rechts |                                                      | Schnellfahrstrecke nach Hannover                        | Schnellfahrstrecke nach Hannover                        |
| Strecke · Strecke |                                                      | nach Veitshöchheim und nach Aschaffenburg               | nach Veitshöchheim und nach Aschaffenburg               |
| |                                                      |                                                         |                                                         |
| Quellen: |                                                      |                                                         |                                                         |

Die Bahnstrecke Fürth–Würzburg ist eine zweigleisige elektrifizierte Hauptbahn in Bayern. Sie führt vom Fürther Hauptbahnhof über Neustadt an der Aisch und Kitzingen nach Würzburg Hauptbahnhof. Die Strecke wird meist als Kursbuchstrecke 805 zusammen mit dem Abschnitt Nürnberg–Fürth der Bahnstrecke Nürnberg–Bamberg befahren und verbindet damit Nürnberg und Würzburg. Im Abschnitt Rottendorf–Würzburg Hbf verläuft ein drittes Gleis als eingleisige, elektrifizierte Hauptbahn mit der Streckennummer 5209.
Die Strecke ist Teil des Kernnetzes der Transeuropäischen Verkehrsnetze. Sie hat eine große Bedeutung im deutschen Schienenverkehr. Neben stündlich verkehrenden Regional-Express-Zügen und zahlreichen Güterzügen besteht im ICE-Verkehr mittlerweile tagsüber, mit einzelnen Lücken, ein Halbstundentakt.

## Geschichte
Erbaut wurde die 86 km lange Strecke von Fürth nach Rottendorf nahe Würzburg als Abkürzung zwischen der Ludwig-Süd-Nord-Bahn in Nürnberg und der Ludwigs-Westbahn in Würzburg. Damit entfiel der 60 km lange Umweg über Bamberg und Schweinfurt. Die Staatsbahn hatte zunächst wenig Interesse an der Verbindung, deshalb beschäftigten sich zunächst private Comités mit den Planungen. 1857 war zunächst ein Vorschlag über Siegelsdorf, Windsheim, Marktbreit und Ochsenfurt favorisiert worden, was zu einer Eingabe aus dem Raum Neustadt (ein Komité unter Rechtsanwalt Haupt) und Kitzingen an den Generaldirektor von Brück führte, die letztlich für König Ludwig II. den Ausschlag gab.
Zunächst wurden kurze Abschnitte als Teilstrecken anderer Bahnstrecken gebaut:
- 1. Juli 1854: Rottendorf–Würzburg, 8,0 km lang, als Teil der Ludwigs-Westbahn
- 1. Juli 1864: Einführung in den neuen Würzburger Bahnhof mit Stilllegung des alten Ludwigsbahnhofs

1861 begannen die Bauarbeiten, die 1864 beendet werden konnten, nur das Viadukt in Emskirchen war wegen der schwierigen Bodenverhältnisse noch nicht fertig. Am 19. Juni 1865 wurde schließlich mit der 86,6 Kilometer langen Verbindung Fürth–Rottendorf die eigentliche Bahnstrecke Nürnberg–Würzburg fertiggestellt. Gleichzeitig wurde der acht Kilometer lange Abschnitt zwischen Rottendorf und Würzburg auf zwei Gleise erweitert. Am 1. Juli 1886 ereignete sich zwischen Würzburg und Rottendorf ein schwerer Frontalzusammenstoß zweier Züge, wobei 16 Menschen starben.
Am 8. Dezember 1889 bewilligte der Bayerische Landtag den zweigleisigen Ausbau der noch eingleisigen Strecke zwischen Fürth und Rottendorf. Bis 1891 war die Strecke durchgehend zweigleisig ausgebaut.

Am 10. Juni 1928 entgleiste gegen 02:30 Uhr die Zuglok des Nachtzugs D 47, eine S3/6, bei der Überfahrt der Zenngrundbrücke kurz vor Einfahrt in den Bahnhof Siegelsdorf. Die Lok stürzte die Böschung hinunter, die Wagen fielen auf sie. Dabei starben 24 Menschen. 
1939 wurde die Aurachbrücke bei Emskirchen erneuert, die bisherige Fischbauchträgerbrücke wurde durch eine Stahlkasten-Konstruktion ersetzt.
In der Zeit des Nationalsozialismus begannen erste Planums-Vorarbeiten, um die Strecke von Mainbernheim über ein Gleisdreieck mit der Bahnstrecke Würzburg-Treuchtlingen (bei Marktbreit) zu verbinden. Wegen des Zweiten Weltkrieges blieb diese bereits 1868 durch das Königlich-Bayerische Kriegsministerium erwogene Verbindung ein Torso.
Die Mainbrücke in Kitzingen war trotz Bombardierung im Februar 1945 befahrbar, Wehrmachtssoldaten sprengten sie jedoch ebenso wie die benachbarte Brücke der Strecke Kitzingen–Schweinfurt. Wagen eines Kohlenzuges, die sich gelöst hatten, stürzten dabei in den Main. Auch bei der Aurachbrücke in Emskirchen war das nördliche Widerlager gesprengt worden. Die Strecke konnte vermutlich ab 15. Oktober 1945 wieder befahren werden.
Am 8. August 1952 begann, mit dem Setzen des ersten Oberleitungsmastens im Bahnhof Neustadt (Aisch), die Elektrifizierung der Strecke, die am 2. Oktober 1954 feierlich mit einer Sonderzugfahrt in Betrieb genommen wurde.
Anfang der 1960er-Jahre wurde beim Bahnhof Dettelbach für den Bau der Bundesautobahn 3 ein Deckenbaubahnhof errichtet. Er diente der Anfuhr mineralischer Baustoffe wie Kies, Sand und Splitt sowie von Bitumen und Kraftstoffen vor allem in den Jahren 1963 und 1964. Die in Ganzzügen angelieferten Baustoffe wurden vor Ort in großen Mischanlagen vorbereitet und dann zur Baustelle gebracht. Das Entladegleis war sogar elektrifiziert. Nach Abschluss der Bauarbeiten wurden die Anlagen entfernt.
1962 begann ein 1959 genehmigter Versuchsbetrieb für den Zugbahnfunk, die 1974 in der bundesweiten Einführung des ZBF 70 mündete.
In den 1960er Jahren wurden eine Reihe von höhengleichen Bahnübergängen aufgelassen bzw. durch Brücken und Unterführungen ersetzt.
Die Bahnhöfe und Haltepunkte Sickershausen, Mainbernheim, Markt Einersheim und Hellmitzheim wurden 1982 für den Personenverkehr geschlossen, 1992 der Bahnhof Langenfeld.
Als eine der ersten Bahnstrecken in Deutschland wurde die Strecke 2007 für überlastet erklärt. Die Auslastung der Strecke wurde 2021 mit 140 Prozent angegeben. 2021/2022 wurde ein Plan zur Erhöhung der Schienenwegkapazität vorgelegt.
Am 10. Dezember 2012 ging mit dreijähriger Verzögerung der Haltepunkt Neustadt (Aisch) Mitte in Betrieb. Er ergänzt den Bahnhof Neustadt (Aisch), der für einen Zugang zur Stadt ungünstig am westlichen Ortsrand liegt.
Vom 21. bis 28. Juni 2020 gingen in Neustadt (Aisch), Markt Bibart und Markt Einersheim neue Elektronische Stellwerke (ESTW-A) in Betrieb. Die Stellwerke sind an die ESTW-Unterzentrale Fürth angeschlossen und werden aus der Betriebszentrale München fernbedient. Im Juli 2020 ging auch eine erneuerte Linienzugbeeinflussung (mit CIR-ELKE) in Betrieb.

### Ausbau
Die Strecke ist durchgehend zweigleisig. Seit 3. Oktober 1954 ist die Strecke auf gesamter Länge zwischen Fürth und Würzburg elektrifiziert. Der Trassierung des 19. Jahrhunderts, bei einem minimalen Kurvenradius von 2000 bayerischen Fuß (rund 600 m), sind zahlreiche Geschwindigkeitsreduzierungen auf bis zu 100 km/h geschuldet. So sind heute (Stand: 2015) die Bahnhöfe von Neustadt (Aisch), Rottendorf (Einfahrkurve) und Kitzingen nur mit 100 km/h befahrbar.
Der Bundesverkehrswegeplan 1973 sah, als eines von acht Ausbau-Vorhaben, eine Ausbaustrecke zwischen Würzburg und Nürnberg, mit Weiterführung nach Augsburg, vor. Auch in dessen Fortschreibung, dem Koordinierten Investitionsprogramm für die Bundesverkehrswege von 1977 war die Ausbaustrecke Würzburg–Augsburg als eines von sechs Ausbauvorhaben enthalten. Das Ausbaupaket bestand aus 115 Einzelmaßnahmen. Das Ziel des Vorhabens lag vor allen Dingen im Kapazitätsausbau.
Ein weiterer Ausbau war im Rahmen der ABS/NBS Würzburg–Nürnberg–München vorgesehen, die als eines von 13 neuen Vorhaben in den vordringlichen Bedarf des Bundesverkehrswegeplans 1985 aufgenommen wurde. Die Strecke Nürnberg–Würzburg wurde dabei als Projekt ABS 8/2 bezeichnet. Um 1990 liefen die Planungsarbeiten für Linienverbesserungen. Ab 1992 wurden verschiedene Streckenteile ausgebaut.
Im Jahr 2007 wurde die Strecke für das Befahren mit aktiver Neigetechnik ertüchtigt. Der seit Dezember 2007 auf der Strecke verkehrende ICE T konnte dadurch abschnittsweise schneller als Züge ohne Neigetechnik verkehren, bevor Probleme mit dessen Radsatzwellen dem bogenschnellen Betrieb 2008 ein Ende setzten. Mittlerweile dürfen die ICE T wieder bogenschnell fahren, allerdings sind die Fahrzeiten hierfür nicht geändert worden. Somit dient die Neigetechnik nur dem Verspätungsabbau.

#### Ausbauten 1976–1987
Als erste Ausbaustufe wurden im Rahmen des als ABS 8 bezeichneten Vorhabens 115 Einzelmaßnahmen geplant. Neben einem dreigleisigen Ausbau des Streckenabschnitts Würzburg–Rottendorf waren elf neue schienenfreie Bahnsteigzugänge, ein durchgehender Gleiswechselbetrieb, Blockverdichtungen und Anpassungen und Ausbauten an der Bahnstromversorgung vorgesehen. Höhenfreie Bahnsteigzugänge entstanden an den Bahnhöfen Dettelbach, Kitzingen, Iphofen, Markt Bibart und Emskirchen.
Das dritte Gleis zwischen Würzburg und Rottendorf ging im Juli 1985 in Betrieb. Es gilt als eine Fortführung der Neubaustrecke zwischen Hannover und Würzburg. Der Streckenabschnitt zwischen Würzburg und Rottendorf war Anfang der 1980er Jahre überlastet. Bei einer nominellen Kapazität von 240 Zügen pro Tag (Summe beider Richtungen) verkehrten zwischen Würzburg und Rottendorf werktags 290 Reise- und Güterzüge. In den Spitzenstunden mussten dadurch zahlreiche Güterzüge umgeleitet oder zurückgehalten werden. Um der absehbaren Verkehrszunahme, nicht zuletzt durch die Inbetriebnahme der Schnellfahrstrecke Hannover–Würzburg, zu begegnen, wurden 1976 die Planungen für den dreigleisigen Ausbau des 8 km langen Streckenabschnitts aufgenommen. Am 13. Juli 1979 erteilte der Bundesverkehrsminister die Genehmigung zum Streckenausbau gemäß Bundesbahngesetz. Das Anfang 1979 eingeleitete Planfeststellungsverfahren wurde am 15. Mai 1980 mit dem Planfeststellungsbeschluss abgeschlossen. Nachdem eine Klage außergerichtlich geklärt worden war, erlangte der Planfeststellungsbeschluss am 11. Mai 1981 Rechtskraft.
Die Bauarbeiten begannen 1980. Die geplante Investitionssumme lag 1984 bei rund 145 Millionen DM (ca. 74 Mio. Euro; Stand: 1984). Das dritte Gleis wird als eingleisige Strecke betrieben. Eine ebenfalls erwogene Mittellage zwischen den beiden bestehenden Gleisen war verworfen worden.
In das gesamte Maßnahmenpaket wurden rund 184 Millionen DM investiert. Ende der 1980er Jahre war das Vorhaben mit Ausnahme von Restarbeiten abgeschlossen. Die Kosten für das dritte Gleis wurden 1989 mit 71 Millionen DM beziffert, von denen 66 Millionen DM durch den Bund getragen wurden.

#### Ausbauten 1987–1999
Im Rahmen der im Bundesverkehrswegeplan 1985 vorgesehenen weiteren Ausbauten waren eine Reihe von Maßnahmen vorgesehen: Neben Linienverbesserungen und Blockverdichtungen sollten unter anderem zu kurze Überholgleise verlängert und Bahnübergänge sowie Zwangspunkte (insbesondere im Hauptbahnhof Würzburg) beseitigt werden. Neue und erweiterte Unterwerke waren ebenso vorgesehen wie verstärkte Bahnstromleitungen. Eine Linienzugbeeinflussung sollte ebenso eingerichtet werden wie eine Güterzug-Umleitungsstrecke (Würzburg–Ansbach–Nürnberg). Zum Preisstand von 1985 wurden die Kosten des Vorhabens auf 272 Millionen DM geschätzt.
Das Ausbauvorhaben ABS 8/2 gliederte sich in drei Abschnitte:
- Auf dem 40,9 km langen Streckenabschnitt zwischen Nürnberg und Neustadt (Aisch) sollten mit vertretbaren Investitionen die zulässige Geschwindigkeit um bis zu 30 km/h auf bis zu 160 km/h angehoben werden. Im Hauptbahnhof Nürnberg sollte die Ausfahrgeschwindigkeit durch schlankere Weichen von 30 bis 40 auf 80 km/h angehoben werden.[18]
- Das Kernstück des Ausbaus war die Ertüchtigung des 28,8 km langen Abschnitts zwischen Neustadt (Aisch) und Iphofen. Mit 14 Linienverbesserungen sollte eine durchgehende Höchstgeschwindigkeit von 200 km/h erreicht werden. In sechs Bögen waren Abrückungen von 20 bis 65 m erforderlich, in den übrigen Bögen von höchstens 4 m. Im Bahnhof Neustadt (Aisch) sollte ein Überholgleis auf 750 m Nutzlänge verlängert werden. Vier Bahnübergänge sollten beseitigt werden.[18]
- Auf dem 32,5 km langen und besonders kurvenreichen Abschnitt zwischen Iphofen und Würzburg waren größere Geschwindigkeitserhöhungen nicht möglich. In fünf Abschnitten waren Geschwindigkeitsanhebungen von 10 km/h auf bis zu 140 km/h vorgesehen. Im Bahnhof Kitzingen sollte ein Überholgleis auf rund 750 m Nutzlänge ausgebaut werden.[18]
- Im Hauptbahnhof Würzburg sollte die Ausfahrt von Fernverkehrszügen Richtung Nürnberg von 40 auf 60 km/h erhöht und parallele Einfahrmöglichkeiten aus Richtung Nürnberg und Bamberg geschaffen werden.[18]

Die Vorplanung des Projekts wurde am 31. Mai 1987 der Bundesbahn-Zentrale vorgelegt und der Planungsauftrag am 18. November 1988 erteilt. Die Fertigstellung war für 1996 vorgesehen. Mit einem feierlichen ersten Spatenstich begannen am 3. April 1992 Ausbauarbeiten an der Strecke, die bis 1997 abgeschlossen werden sollten. Bereits 1989 hatten die Ausbauarbeiten im Würzburger Hauptbahnhof begonnen.
Durch Linienverbesserungen konnte ab Mai 1999 die Fahrgeschwindigkeit im Abschnitt zwischen Neustadt (Aisch) und Iphofen um 40 bis 60 km/h auf 200 km/h angehoben werden, dazu war auch die Ausrüstung mit Linienzugbeeinflussung nötig. Gleichzeitig erfolgten Maßnahmen zur Erhöhung der Ein- und Ausfahrgeschwindigkeit im Hauptbahnhof Würzburg. Durch die Linienverbesserungen wurde ein Fahrzeitgewinn im Fernverkehr von etwa sieben Minuten erzielt.
Abseits des Schnellfahrabschnitts konnten kleinere Geschwindigkeitserhöhungen realisiert werden, beispielsweise durch die Anhebung der Überhöhung auf bis zu 160 mm, kleinere Änderungen an Übergangsbögen und Gleisverschiebungen bis zu 60 cm. Im Bereich von Elgersdorf (Streckenkilometer 19,6 bis 20,5) erfolgten Abrückungen bis zu 25 m. Die Höchstgeschwindigkeit konnte in den umgebauten Abschnitten auf bis zu 140 km/h angehoben werden.
Im Rahmen des Ausbaus wurde der Bahnhof Markt Bibart mit zwei Außenbahnsteigen versehen sowie Überleitverbindungen und ein Wendegleis für Nahverkehrszüge eingebaut. Durch die Aufweitung eines Gleisbogens (km 47, bisheriger Radius: 1095 m) konnte die Durchfahrgeschwindigkeit von 140 auf 200 km/h angehoben werden. Die bis dahin vorhandene Mittelüberholung wurde im Zuge des Umbaus 1992/1993 entfernt. Ein als Ersatz vorgesehener neuer Überholbahnhof (mit zwei Überholgleisen) bei Oberlaimbach wurde bislang nicht realisiert (Stand: 2015). Bei Markt Einersheim entstand zwischen den Hauptgleisen ein Überholungsgleis von 750 m Nutzlänge. Im Mai 1993 ging zwischen Hagenbüchach und Emskirchen ein rund 0,9 km langer Ausbauabschnitt in Betrieb.
Pläne, die im Schnellfahrabschnitt eingebaute Linienzugbeeinflussung über diesen Abschnitt hinaus zu installieren, um die Kapazität zu erhöhen, wurden nicht umgesetzt. Eine Ausdehnung des Schnellfahrabschnitts hätte die Linienführung nicht zugelassen. Die Investitionssumme im Schnellfahrabschnitt lag bei rund 160 Millionen D-Mark (rund 80 Millionen Euro, Preisstand je 1999), bei einem Fahrzeitgewinn von etwa drei Minuten. In die weiteren Maßnahmen wurden, bei einem Fahrzeitgewinn von etwa anderthalb Minuten, etwa 75 Millionen D-Mark (rund 38 Mio. Euro) investiert.
Aufgrund fehlender Mittel wurde der auf 140 Millionen Euro geschätzte weitere Ausbau der Strecke Ende 2004 aufgegeben.

#### Weiterer Ausbau
Von Mai 2014 bis November 2016 wurde die  Aurachtalbrücke Emskirchen neugebaut. Diese 527,5 m lange und 40 m hohe Brücke aus Stahlbeton hat die rund 90 m südlich liegende ersetzt. Dabei wurde die Linienführung auf einer Länge von 1,75 km verändert. Die Lösung war in einem EU-weiten Planungswettbewerb ermittelt worden. Durch Linienverbesserungen wurde die zulässige Geschwindigkeit mit der neuen Brücke für konventionelle Züge von 110 auf 140 km/h angehoben, für Neigetechnik-Züge von 140 auf 160 km/h.
Im Januar 2024 schrieb die Deutsche Bahn Planungsleistungen für neue Überleitstellen bzw. Gleiswechsel in Dettelbach, Rottendorf und Iphofen sowie ein Wendegleis in Kitzingen aus. Dafür fanden sich keine Bieter.

#### Geplante Neubaustrecke
Im vordringlichen Bedarf des Bundesverkehrswegeplans 1992 war als Teil der mit 1,495 Milliarden DM kalkulierten ABS/NBS Hanau–Nantenbach/Würzburg–Iphofen eine Neubaustrecke zwischen Iphofen und Rottendorf enthalten. 1994 hatte die DB zwei Strecken intern angelegt: Die 26,014 km lange Strecke „Rottendorf - Iphofen (Planungstitel)“ (Strecken-Nr. 5208) und die 17,765 km lange Strecke „Hösbach - Wiesthal (Planungstitel)“ (Strecken-Nr. 5225). Die nach späteren Angaben 24 Kilometer lange Neubaustrecke sollte westlich des Bahnhofs Rottendorf aus der Bestandsstrecke ausfädeln und zunächst im 3,5 km langen Galgenbergtunnel einen Höhenrücken unterfahren, um nach einem Überholbahnhof am Autobahnkreuz Biebelried auf einer knapp 800 m langen Brücke südlich von Kitzingen den Main zu überqueren. Bei Markt Einersheim sollte die Neubaustrecke in den für 200 km/h ausgelegten Ausbauabschnitt Richtung Neustadt (Aisch)/Nürnberg einmünden. Die zunächst für 300 km/h und später für 250 km/h ausgelegte Neubaustrecke sollte die Fahrzeiten zwischen Iphofen und Würzburg von rund 20 Minuten auf 13 Minuten um ein Drittel verkürzen, da insbesondere zwischen Kitzingen und Würzburg sowie nahe Iphofen mehrere enge Kurven keine hohen Geschwindigkeiten ermöglichten. Die Kosten wurden mit 840 Millionen DM kalkuliert. Die Bestandsstrecke zwischen Rottendorf und Iphofen sollte nach der für 2003 geplanten Inbetriebnahme des neuen Streckenabschnitts nur noch von Regionalexpress-Zügen befahren werden. Auf dem neuen Abschnitt waren 109 Fern- und Güterzüge pro Tag und Richtung vorgesehen.
Die betroffenen Gemeinden lehnten um 2001 die geplante Neubaustrecke ab. Als Hauptargument wurden dabei die Trinkwasserschutzgebiete der Fernwasserversorgung Franken genannt. Auch die geplanten Kosten von 850 Millionen D-Mark sowie die ökologische Empfindlichkeit der durchfahrenen Gebiete werden genannt. Aufgrund von Kürzungen im Verkehrsetat wurde das Projekt um das Jahr 2000 herum zunächst nicht weiter verfolgt.
Mit der im Rahmen des Deutschlandtakts seit 2020 vorgesehenen Neubaustrecke Nürnberg–Würzburg ist inzwischen ein wesentlich größeres Projekt vorgesehen, dessen Planung 2024 beginnen soll.

#### Drei-/Viergleisiger Ausbau
Im Zuge der zweiten Ausbaustufe der S-Bahn Nürnberg war (Planungsstand: 1981) vorgesehen, im Abschnitt zwischen Fürth und Siegelsdorf einen S-Bahn-Betrieb einzurichten und diesen Streckenabschnitt dazu auszubauen. Dazu liefen 1987 planerische Untersuchungen. Die Pläne zum Ausbau wurden noch nicht umgesetzt, die ehemaligen Regionalbahnen verkehren allerdings seit Dezember 2021 als S-Bahn S6 zwischen Nürnberg und Neustadt (Aisch) bzw. teilweise auch Markt Bibart. Im Bundesverkehrswegeplan 2030 ist ein dreigleisiger Ausbau zwischen Siegelsdorf und Fürth vorgesehen. Dieser wurde in den vordringlichen Bedarf aufgenommen. Ende 2022 erhielt die Deutsche Bahn den Planungsauftrag für ein drittes Gleis zwischen Fürth und Siegelsdorf.
Im dritten Gutachterentwurf des Deutschlandtakts ist ein viergleisiger Ausbau zwischen Würzburg Hauptbahnhof und Rottendorf enthalten. Zusammen mit Spurplan- und Bahnsteiganpassungen in Würzburg Hauptbahnhof sind dafür, zum Preisstand von 2015, Investitionen von 264 Millionen Euro vorgesehen.
In Siegelsdorf und Emskirchen gingen 2014 elektronische Stellwerke in Betrieb, damit ist nur noch der Abschnitt Neustadt–Altmannshausen ohne solche Stellwerke.
Für eine Modernisierung war der Streckenabschnitt zwischen Neustadt an der Aisch und Rottendorf vom 26. Mai 2023 (21 Uhr) bis 5. August voll gesperrt. Vom 6. August bis einschließlich 11. September 2023 wurde anschließend der Abschnitt zwischen Fürth Hauptbahnhof und Neustadt an der Aisch gesperrt.

Wiederaufbau der Gleise zwischen Kitzingen und Mainstockheim

Durch das Juni-Hochwasser 2024 wurden die Gleise zwischen Kitzingen und Mainstockheim unterspült und daher der Abschnitt Kitzingen–Dettelbach zunächst unbefahrbar. Der Abschnitt ist weiterhin nur eingleisig befahrbar (Stand: 9. August 2024). Züge Richtung Würzburg fahren im Nordkopf des Bahnhofs Kitzingen (Streckenkilometer 72) mit 60 km/h in das Gegengleis aus und wechseln im Bahnhof Rottendorf (ca. km 80) mit dieser Geschwindigkeit zurück.

## Streckenbeschreibung
Auf ihrer Gesamtlänge von knapp 95 Kilometern besitzt die Eisenbahnstrecke insgesamt 16 Bahnhöfe und Haltepunkte. Die beiden Endpunkte der Strecke, Fürth Hbf und Würzburg Hbf, werden im schnellen Fernverkehr bedient. In Fürth halten dabei nur einzelne Züge, der nächste Fernverkehrshalt ist der nahegelegene Nürnberger Hauptbahnhof.
Die Strecke führt mit mehr als 80 Bögen durch eine Mittelgebirgslandschaft.
Von Fürth im Regnitztal geht es westwärts, der Rhein-Main-Donau-Kanal und das Farrnbachtal bei Burgfarrnbach werden gequert und in Veitsbronn das Zenntal erreicht. Nun geht es entlang des Fembachtals an dessen Nordabhang zum Hammerbachgraben, dem bis Hagenbüchach gefolgt wird. Hoch über dem hier tief eingekerbten Tal wird die Mittlere Aurach in Emskirchen überbrückt, in weiterer Folge die Anhöhe zum Strahlbachgraben, an welchem der Abstieg nach Neustadt an der Aisch erfolgt. Nach südlicher Umfahrung der Stadt und Querung des Aisch-Talbodens zieht die Linie den Rempelsbach entlang, geradewegs weiter zum Laimbach und an die Bibart, wo nordwestlich von Markt Bibart die Anhöhe Richtung Markt Einersheim überwunden wird. Kurz hinter dem Bahnhof Iphofen verläuft die Strecke für ein paar hundert Meter durch das Werksgelände der Baustofffirma Knauf Gips KG, ehe sie über die Hochebenen südlich des Sickersbachtals zur Mainbrücke in Kitzingen führt. Vom westlichen Hochufer des Mains her durchmisst die Trasse dann das Plateau bis Rottendorf, ab wo in einem Seitengraben des Mains der Abstieg ins Stadtgebiet Würzburg und die weitere Passage bis zum dortigen Hauptbahnhof erfolgt.

## Verkehr

### Personenfernverkehr
Im Fernverkehr passieren die ICE-Linien 25 (München–Hamburg) im Stundentakt und 41 (München–Ruhrgebiet) im Stundentakt die Strecke. Im Dezember 2007 wurde außerdem das Angebot von Frankfurt nach Wien stark ausgebaut, diese mit ICE-T gefahrenen Züge verkehren im Zweistundentakt ab Frankfurt (teilweise Dortmund) nach Wien und umgekehrt. An Samstagen verkehrte bis Dezember 2014 zusätzlich das Intercity-Zugpaar „Rottaler Land“ von Hamburg nach Passau und Mühldorf, das – anders als die übrigen Fernverkehrszüge – in Neustadt (Aisch) hielt. Auf den drei ICE-Linien kommen verschiedene ICE-Baureihen der Deutschen Bahn zum Einsatz, im Intercity-Dienst verkehrten noch bis 2021 von Lokomotiven der Baureihen 101 bespannte Wendezüge.

### Personennahverkehr

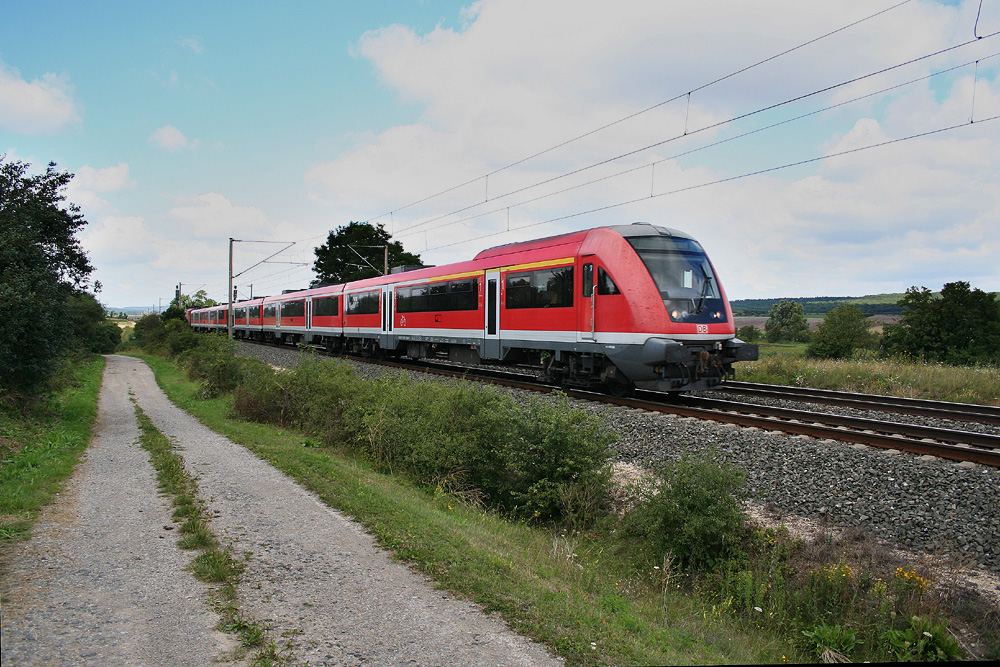
Modus-Garnitur als Franken-Express nahe Markt Bibart

Zwischen Nürnberg und Würzburg verkehrte der ehemalige Franken-Express als stündliche Regional-Express-Linie. Bis Dezember 2006 waren die Züge über Würzburg hinaus bis nach Frankfurt (Main) durchgebunden. Die zum Sommerfahrplan 2001 eingeführten Direktverbindungen wurden in zwei Linien mit bahnsteiggleichen Umsteigebeziehungen in Würzburg aufgeteilt.
Die seit dem Fahrplanwechsel 2010 bestehende DB-Regio Marke Mainfrankenbahn benutzt als Wagenmaterial die Züge der Baureihe 440 und verkehrt als Regionalexpress (zwischen Nürnberg und Würzburg) und als Regionalbahn (zwischen Nürnberg und Neustadt (Aisch) Bahnhof). Diese Triebwagen sind in Würzburg beheimatet. Seit Dezember 2021 ist die Regionalbahn als Linie S6 Teil des Nürnberger S-Bahnnetzes und wurde bis zum Fahrplanwechsel 2024 mit Triebzügen der Baureihe 425 bedient, die seitdem durch Talent 2 ersetzt wurden, welche zuvor auf dem Franken-Thüringen-Express verkehrten.
Im Einzugsgebiet von Nürnberg wird das Angebot nochmals verdichtet. Zwischen Nürnberg und Siegelsdorf verkehren LINT-Triebwagen, die ab dort weiter auf der Zenngrundbahn nach Markt Erlbach fahren.
Zwischen Kitzingen und Würzburg verkehren montags bis freitags zu den Hauptverkehrszeiten insgesamt acht Regionalbahn-Zugpaare. Diese werden mit der Baureihe 425 gefahren. Da in diesem Korridor sowohl von den Regional-Express- als auch den Regionalbahn-Züge alle Stationen bedient werden, besteht hier zeitweise ein 30-Minuten-Takt.
Durch die Ausschreibung der Leistungen auf dieser Strecke durch die Bayerische Eisenbahngesellschaft ergaben sich auf dieser Strecke einige Taktverdichtungen in der Nebenzeit (besonders abends und am Wochenende).
Die Zahl der Regionalverkehrsfahrgäste auf der Strecke nahm nach Angaben der Bayerischen Eisenbahngesellschaft zwischen 2003 und 2012 um 220 Prozent zu.

#### Ausschreibungen von SPNV-Leistungen
Die bei der Bestellung des Schienenpersonennahverkehrs (SPNV) zuständige Bayerische Eisenbahngesellschaft mbH (BEG) hat mittlerweile sämtliche Regional-Express- und Regionalbahn-Leistungen auf der Bahnstrecke Nürnberg–Würzburg im Wettbewerb vergeben.
Zunächst wurde am 2. März 2005 der Betrieb des sogenannten „Nürnberger Dieselnetzes“ – zu dem auch die Regionalbahn-Linie von Nürnberg nach Neustadt (Aisch) zählt – ausgeschrieben und am 21. Oktober 2005 an die DB Regio AG vergeben. Als Attraktivitätssteigerung sollten neben dem Einsatz von Dieseltriebwagen des Typs LINT 41 von Alstom Transport Deutschland die Regionalbahnen über Neustadt (Aisch) hinaus über Steinach (bei Rothenburg) nach Rothenburg ob der Tauber verlängert werden. Zudem war geplant die Züge im Bahnhof Siegelsdorf zu flügeln und einen Zugteil auf der Zenngrundbahn nach Markt Erlbach fahren zu lassen. Allerdings wurde das Flügelungskonzept wieder verworfen und stattdessen zusätzliche Züge der Baureihe 440 geordert. Somit ist eine Durchbindung nicht möglich, da nicht ausreichend Dieselfahrzeuge zur Verfügung stehen. Der Verkehrsvertrag begann im Dezember 2008 und hat eine Laufzeit von zehn Jahren.
Am 7. Juni 2006 wurde der Regional-Express-Verkehr Nürnberg–Würzburg als Bestandteil des „E-Netzes Würzburg“ von der Bayerischen Eisenbahngesellschaft ausgeschrieben. Hier konnte die Konzerntochter DB Regio Bayern das Wettbewerbsverfahren für sich entscheiden und ist im Dezember 2009 mit neuen Elektrotriebwagen an den Start gegangen. Zur Angebotsverbesserung zählt die Ausweitung um 132.000 Zugkilometer pro Jahr, sodass ein durchgehender Stundentakt bis 23 Uhr angeboten werden kann. Beim E-Netz Würzburg begann der Verkehrsvertrag für Nürnberg – Würzburg im Dezember 2009, auf den übrigen Strecken im Dezember 2010 und endete einheitlich im Dezember 2021.
Am 9. Juli 2019 erhielt DB Regio den Zuschlag im Vergabeverfahren E-Netz Mainfranken. Das Verkehrsunternehmen ist somit auch von Dezember 2021 bis Dezember 2027 auf der Strecke Nürnberg – Würzburg mit Zügen der Baureihe 440 unterwegs.

#### Tarifgebiete
Zum Start des Verkehrsverbund Großraum Nürnberg (VGN) am 27. September 1987 war die Strecke zwischen Nürnberg und Neustadt an der Aisch im Tarifgebiet, zum 31. Mai 1992 wurde es bis Markt Bibart, zum 10. Dezember 2006 bis Iphofen, zum 9. Dezember 2007 bis Kitzingen und zuletzt zum 1. September 2016 bis Dettelbach Bahnhof erweitert. Zwischen Iphofen und Dettelbach lag die Strecke im Tarifgebiet der Kitzinger Nahverkehrs-Gemeinschaft (KiNG), bis der Landkreis Kitzingen nach jahrelangen Abstimmungsproblemen zum 1. Februar 2009 dem Verkehrsverbund Mainfranken, heute Nahverkehr Mainfranken (NVM), beitrat. Der Streckenabschnitt Dettelbach Bahnhof–Markt Bibart liegt nun in beiden Geltungsbereichen (VGN und NVM).

### Güterverkehr
Die Strecke wird von vielen Zügen als Teil des Güterverkehrskorridors Rhein–Donau durchgehend befahren. Es findet aber auch regionaler Güterverkehr statt, insbesondere nach Iphofen. Der Bahnhof ist mehrmals wöchentlich Ziel von Zügen mit REA-Gips aus ostdeutschen Braunkohlekraftwerken. Zum Einsatz kommt (Stand September 2022) die Baureihe 159.